# Андрій Галацан
Андрій Галацан (рум. Andrey Galaţan) — студент Харківського технологічного інституту, який упродовж 1905—1906 років під впливом ідей Першої російської революції агітував у Комраті за боротьбу проти царизму. Його арешт спричинив 6 січня 1906 року скликання народних зборів, повстання проти влади та створення Комратської республіки, яка проіснувала лише 6 днів. Засуджений і висланий у каторгу. Зараз на честь Галацана названа вулиця в центрі Комрата.
Діоніс Танасоглу написав поему «Andrey Galaţan», яку вивчають у гагаузьких школах.